# Lokalno ogrevanje
Lokalno ogrevanje (tudi lokalna kurišča) je najstarejši način ogrevanja. Izvaja se s pečmi na trda goriva v posameznih prostorih. Regulacija pri takem ogrevanju je izredno slaba, izkoristek je nizek, temperaturni profil v prostoru je neugoden in odnašati je potrebno pepel ter prinašati gorivo. Električne energije za ogrevanje ne potrebujemo. Onesnaževanje zraka in saj je veliko, potrebujemo tudi dimnik.
Z besedo lokalna kurišča označujemo tudi objekte, ki so v urbaniziranem okolju z daljinskim ogrevanjem in na njega niso priklopjeni ter imajo svoj lasten sistem ogrevanja, ki povzroča izpuste, označujemo jih kot negativen pojav in močno onesnažujejo ter obremenjujejo zrak v mestih.